# Zapasy na Letnich Igrzyskach Olimpijskich 1936 – kategoria do 56 kg w stylu klasycznym
Zmagania mężczyzn do 56 kg to jedna z siedmiu męskich konkurencji w zapasach w stylu klasycznym rozgrywanych podczas Letnich Igrzysk Olimpijskich 1936. Pojedynki w tej kategorii wagowej odbyły się w dniach 6 – 9 sierpnia.
Punktacja opierała się na systemie "złych punktów karnych". Zwycięzca otrzymywał zero punktów za wygraną przez "tusz" (łopatki), a jeden za zwycięstwo decyzją trzech sędziów. Za porażkę na punkty zawodnik otrzymywał trzy punkty. Przegranie walki przez łopatki lub decyzją jednogłośną trzech sędziów skutkowało dwoma punktami karnymi. Za porażkę 1-2 przyznawano 2 punkty. Uzyskanie pięciu lub więcej punktów eliminowało zapaśnika z turnieju. 

## Klasyfikacja[1]
| Pozycja | Nazwisko         | Kraj             |
| ------- | ---------------- | ---------------- |
| 1       | Márton Lőrincz   | Węgry            |
| 2       | Egon Svensson    | Szwecja          |
| 3       | Jakob Brendel    | III Rzesza       |
| 4       | Väinö Perttunen  | Finlandia        |
| 5       | Iosif Töjär      | Rumunia          |
| 6       | Evald Sikk       | Estonia          |
| 7       | Robert Voigt     | Dania            |
| 8       | Dante Bertoli    | Włochy           |
| 9       | Ferdinand Hýža   | Czechosłowacja   |
| 10      | Ali Irfan        | Królestwo Egiptu |
| 10      | Ivar Stokke      | Norwegia         |
| 10      | Antoni Rokita    | Polska           |
| 13      | Hüseyin Erkmen   | Turcja           |
| 14      | Josef Buemberger | Austria          |
| 14      | Alfred Gilles    | Belgia           |
| 14      | Georges Bayle    | Francja          |
| 14      | Franz Christen   | Szwajcaria       |
| 14      | Karlo Toth       | Jugosławia       |

## Wyniki

### Pierwsza runda[2]
| Zwycięzca       | Punkty karne | Wynik        | Przegrany        | Punkty karne |
| --------------- | ------------ | ------------ | ---------------- | ------------ |
| Väinö Perttunen | 1            | Decyzja, 3:0 | Hüseyin Erkmen   | 3            |
| Ferdinand Hýža  | 1            | Decyzja, 3:0 | Jakob Brendel    | 3            |
| Robert Voigt    | 1            | Decyzja, 3:0 | Karlo Toth       | 3            |
| Iosif Töjär     | 0            | Łopatki      | Georges Bayle    | 3            |
| Dante Bertoli   | 1            | Decyzja, 3:0 | Evald Sikk       | 3            |
| Ali Irfan       | 0            | Łopatki      | Josef Buemberger | 3            |
| Márton Lőrincz  | 0            | Łopatki      | Franz Christen   | 3            |
| Egon Svensson   | 0            | Łopatki      | Ivar Stokke      | 3            |
| Antoni Rokita   | 0            | Łopatki      | Alfred Gilles    | 3            |

### Druga runda[3]
| Zwycięzca      | Punkty karne | Wynik        | Przegrany        | Punkty karne |
| -------------- | ------------ | ------------ | ---------------- | ------------ |
| Ferdinand Hýža | 2            | Decyzja, 2:1 | Hüseyin Erkmen   | 5            |
| Jakob Brendel  | 4            | Decyzja, 3:0 | Väinö Perttunen  | 4            |
| Robert Voigt   | 1            | Łopatki      | Georges Bayle    | 6            |
| Iosif Töjär    | 1            | Decyzja, 3:0 | Karlo Toth       | 6            |
| Dante Bertoli  | 1            | Łopatki      | Ali Irfan        | 3            |
| Evald Sikk     | 3            | Łopatki      | Josef Buemberger | 6            |
| Egon Svensson  | 0            | Łopatki      | Franz Christen   | 6            |
| Márton Lőrincz | 0            | Łopatki      | Alfred Gilles    | 6            |
| Ivar Stokke    | 3            | Łopatki      | Antoni Rokita    | 3            |

### Trzecia runda[4]
| Zwycięzca       | Punkty karne | Wynik        | Przegrany      | Punkty karne |
| --------------- | ------------ | ------------ | -------------- | ------------ |
| Väinö Perttunen | 4            | Łopatki      | Ferdinand Hýža | 5            |
| Jakob Brendel   | 4            | Łopatki      | Robert Voigt   | 4            |
| Iosif Töjär     | 1            | Łopatki      | Dante Bertoli  | 4            |
| Evald Sikk      | 4            | Decyzja, 3:0 | Ali Irfan      | 6            |
| Márton Lőrincz  | 1            | Decyzja, 3:0 | Ivar Stokke    | 6            |
| Egon Svensson   | 0            | Łopatki      | Antoni Rokita  | 6            |

### Czwarta runda[5]
| Zwycięzca       | Punkty karne | Wynik        | Przegrany      | Punkty karne |
| --------------- | ------------ | ------------ | -------------- | ------------ |
| Väinö Perttunen | 4            | Łopatki      | Robert Voigt   | 7            |
| Jakob Brendel   | 4            | Łopatki      | Iosif Töjär    | 4            |
| Evald Sikk      | 5            | Decyzja, 2:1 | Márton Lőrincz | 4            |
| Egon Svensson   | 0            | Walkower     | Dante Bertoli  | 7            |

### Piąta runda[6]
| Zwycięzca       | Punkty karne | Wynik        | Przegrany     | Punkty karne |
| --------------- | ------------ | ------------ | ------------- | ------------ |
| Jakob Brendel   | 5            | Decyzja, 3:0 | Egon Svensson | 3            |
| Väinö Perttunen | 5            | Decyzja, 2:1 | Iosif Töjär   | 6            |
| Márton Lőrincz  | 4            | Bez walki    |               |              |

### Szósta runda[7]
| Zwycięzca      | Punkty karne | Wynik        | Przegrany     | Punkty karne |
| -------------- | ------------ | ------------ | ------------- | ------------ |
| Márton Lőrincz | 5            | Decyzja, 3:0 | Egon Svensson | 6            |